# Sluten krets

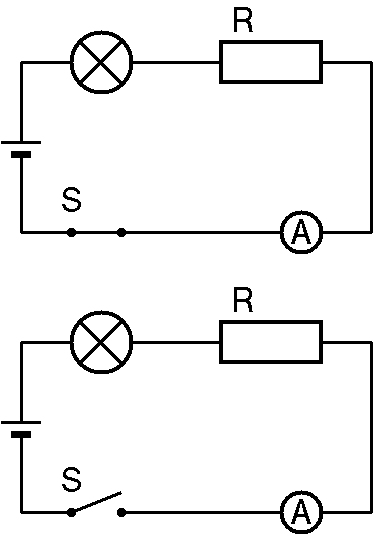
Schema för en sluten (ovan) och en öppen (nedan) krets. Skillnaden mellan de två kretsarna är om strömbrytaren S är på- eller avslagen.

Sluten krets inom elektrotekniken är en elektronisk krets som det flödar ström igenom. Den är alltså inte bruten någonstans.